# 周喜蘭
周喜蘭（1955年10月15日—），出生於台灣省台北市，籍貫山東省萊陽縣，畢業於世界新聞專科學校（今世新大學）廣播電視科。她是1960至1970年代台灣廣播界頗具盛名的播音員之一。

## 簡歷
周喜蘭在長達16年的播音生涯中達到事業巔峰，1985年與趙樹海共同擔任第20屆金鐘獎頒獎典禮主持人，同時與閻大衛共同主持的中廣節目《全國聯播》榮獲當屆金鐘獎播音獎。隔年，她亦受邀擔任第21屆金鐘獎頒獎人，是當時台灣最受矚目的廣播人之一。
離開中廣後，周喜蘭轉入電視圈，任職台灣電視公司總經理王家驊的機要秘書。王家驊曾為中華民國總統蔣經國的秘書，其清廉正直的作風與周喜蘭志趣相投，兩人合作關係良好。王家驊離職後，周喜蘭婉拒續任，轉任節目部企劃師，選擇追求理念契合的職涯方向。其後擔任多個膾炙人口節目的節目企劃，包括《傅培梅時間》、《我的這一班》、《玫瑰之夜》、《大瓦厝》、《五燈獎》、《太陽計劃》、《旗開得勝》，並為多屆金鐘獎典禮擔任配音工作。

## 曾主持或參與製作節目
- 中廣《全國聯播》－主持人
- 1985年《第20屆金鐘獎》－與趙樹海共同擔任主持人
- 廣播電視事業發展基金《吃出健康來》－主持人
- 台視《傅培梅時間》－節目企劃師
- 台視《我的這一班》－節目企劃師
- 台視《玫瑰之夜》－節目企劃師
- 台視《大瓦厝》－節目企劃師
- 台視《五燈獎》－節目企劃師
- 台視《太陽計劃》－節目企劃師
- 台視《旗開得勝》－節目企劃師

## 獲獎紀錄
- 1985年－以中廣《全國聯播》與閻大衛共同獲得第20屆金鐘獎播音獎